# Smash (service de transfert de fichiers)
Smash est un service de transfert de fichiers en ligne d’origine française, lancé en 2017 à Lyon par Romaric et Rémi Gouedard-Comte. Smash permet d’envoyer des fichiers volumineux via une interface web ou des applications dédiées, proposant une offre gratuite sans limite de taille et des formules payantes destinées aux professionnels.

## Historique
Smash est lancé en 2017 à Lyon afin de concurrencer WeTransfer en supprimant les limitations sur la taille des fichiers transférés. En 2019, Smash réalise une première levée de fonds de 1,5 million d’euros pour accélérer son développement en France et à l'international.
En 2020, porté par l’augmentation du télétravail, Smash dépasse le million d’utilisateurs répartis dans 190 pays et lance ses premières applications mobiles et desktop.
En 2023, Smash ouvre son API au public et annonce 4 millions d’utilisateurs.

## Fonctionnalités
Smash permet l'envoi de fichiers sans limite de taille, accessibles gratuitement pendant 7 jours. Au-delà de 2 Go, les fichiers sont traités avec une priorité moindre. Smash se distingue par la possibilité de prévisualiser directement en streaming les fichiers envoyés (vidéo, audio, images).
Le service offre un chiffrement pendant les transferts, la possibilité de protéger les fichiers par mot de passe, et affirme respecter le RGPD pour ses serveurs basés en Europe.
En 2024, Smash sort un plugin pour Microsoft Outlook qui permet aux utilisateurs d'envoyer facilement des fichiers volumineux directement depuis leur client de messagerie, en contournant les limites de taille des pièces jointes traditionnelles grâce à une intégration fluide avec le service de transfert de fichiers Smash.

## Modèle économique
Smash adopte un modèle freemium. Son offre gratuite est financée par l'affichage discret de contenus partenaires lors des chargements. Les abonnements payants (Pro, Équipe) proposent des durées étendues de disponibilité des fichiers, une personnalisation de l’interface et un traitement prioritaire des envois volumineux.

## Accueil critique
Smash reçoit un accueil positif en France, reconnu pour sa simplicité, l’absence de limite stricte de taille et son interface épurée. Clubic lui attribue une note de 9/10 en 2024, soulignant ses performances et sa localisation en France. Toutefois, l’absence de chiffrement de bout-en-bout est parfois relevée comme point faible.

## Produits et Services
Transfert de fichier